# Submarino de mísseis balísticos

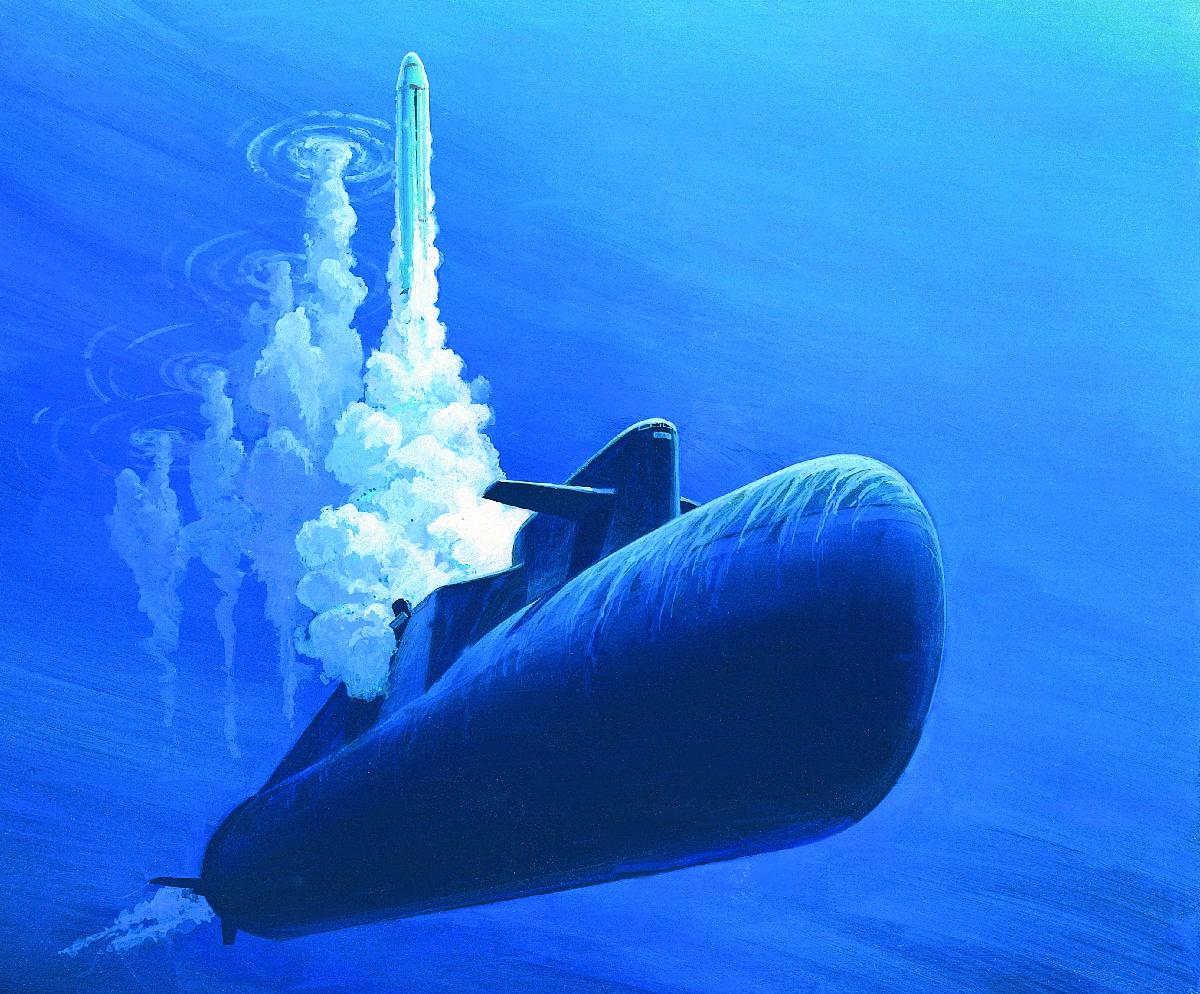
Submarino nuclear soviético com

O submarino de mísseis balísticos é uma categoria de submarinos com capacidade de lançamento de mísseis balísticos. A maior parte dos submarinos nucleares existentes no mundo é do tipo SSBN, sendo que uma minoria dos submarinos nucleares na atualidade existentes são exclusivamente destinados para a "caça" de outros submarinos ou de navios de superfície, também chamados apenas de submarinos de ataque rápido.
Os SNLMB ou SSBN, são uma categoria de sistema de armas considerada estratégica para as grandes potências a partir do período da Guerra fria, até a atualidade. Atualmente apenas cinco países operam submarinos nucleares lançadores de mísseis balísticos: Estados Unidos, Rússia, China, França e Inglaterra. A Índia construiu recentemente um submarino desta categoria que está sendo testado e deve ser incorporado à sua Marinha de Guerra até 2011. O Brasil é um dos poucos países do mundo que detém um projeto para a construção de um submarino nuclear, o Submarino Nuclear Brasileiro, mas será voltado exclusivamente para a caça de outros submarinos, ou seja, não carregará mísseis balísticos.
Atualmente, Estados Unidos, Rússia e China utilizam submarinos nucleares lançadores de mísseis balísticos como parte de suas respectivas estratégias nucleares sob a lógica conhecida como "tríade estratégica" ou "tríade nuclear".
Os submarinos nucleares lançadores de mísseis balísticos, podem ser de diferentes tipos e tamanhos, variando dos menores, que possuem cerca de 5 a 7 mil toneladas de deslocamento, aos maiores com mais de 20 mil toneladas de deslocamento.
Os mísseis balísticos lançados por submarino também podem ser de diferentes tipos, desde mísseis balísticos intercontinentias (ICBMs), passando por mísseis balísticos de alcance médio (IRBMs),  até mísseis balísticos de curto alcance.
A carga explosiva ou ogiva carregada pelos mísseis balísticos lançados por submarino pode ser de diferentes tipos, dependendo do objetivo do uso desta arma (tático, operacional ou estratégico), podendo ser uma ogiva convencional ou nuclear (ver ogiva nuclear), com diferentes níveis de potência (para fins táticos ou estratégicos).

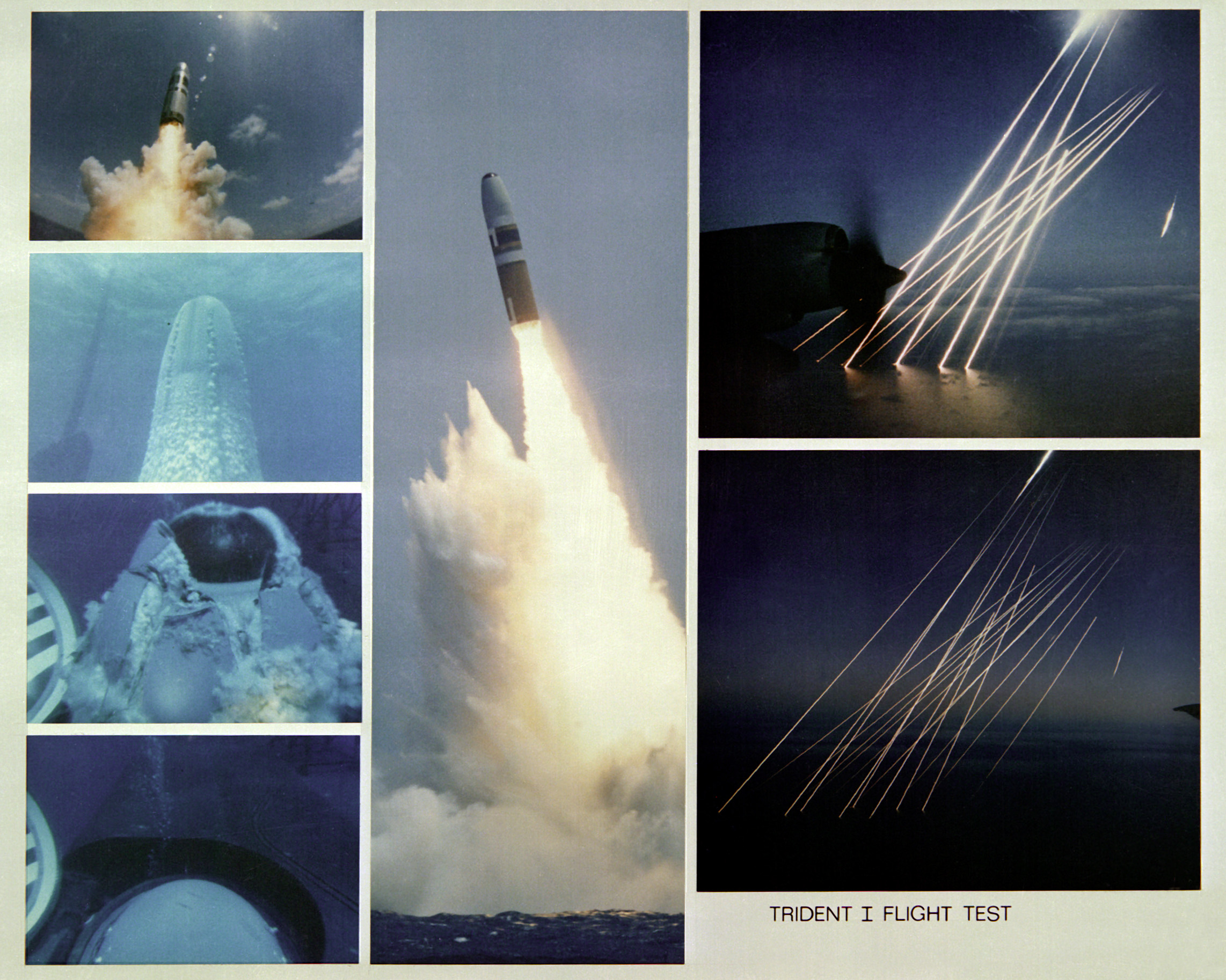
Míssil balístico lançado por submarino nuclear do tipo Trident C-4
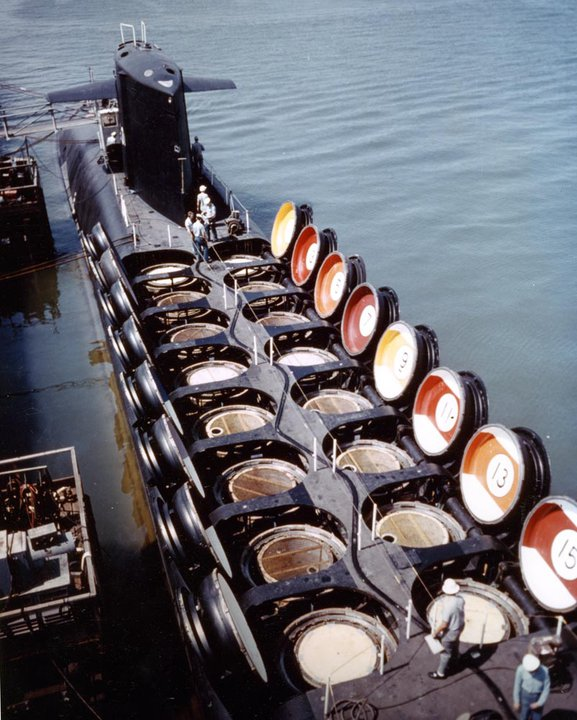
Submarino nuclear americano, USS Sam Rayburn, lançador mísseis balísticos
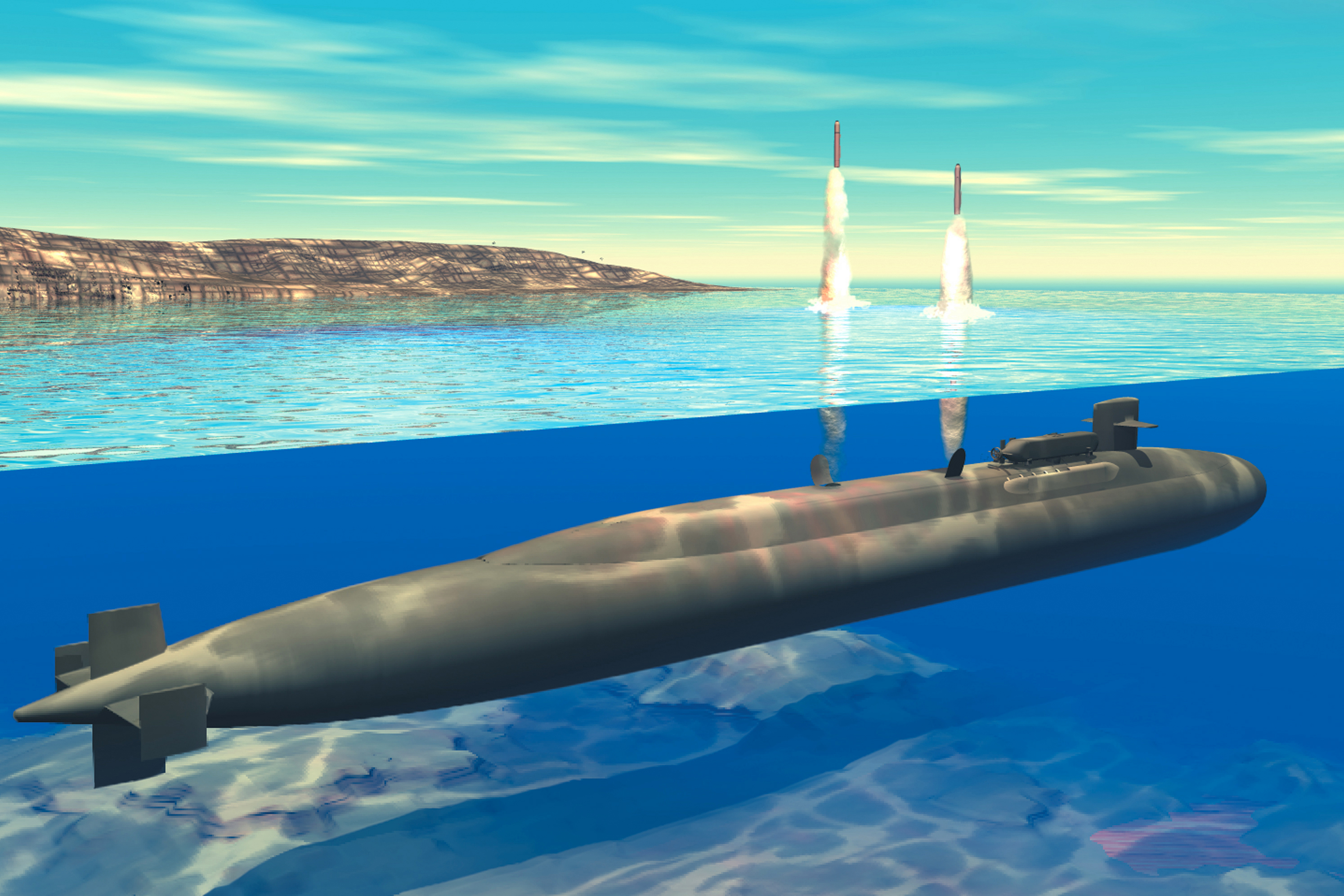
Concepção artística do submarino nuclear lançador de mísseis da Classe Ohio

## Submarinos nucleares lançadores de mísseis de cruzeiro
Alguns submarinos também podem lançar mísseis de cruzeiro guiados, como o Tomahawk, que não são impulsionados através de uma trajetória balística, mas sim, voando próximo à superfície. Quando lançados de submarinos, os mísseis de cruzeiro são denominados Mísseis de Cruzeiro Lançados por Submarino. Quando o veículo lançador é um submarino nuclear, esta modalidade de navio é chamada de SSGN (do inglês: Ship Submersible Guided missile Nuclear powered), ou, em português, Submarino Nuclear Lançador de Mísseis de Cruzeiro. Existem submarinos convencionais com capacidade para lançar um número reduzido de mísseis de cruzeiro, como o submarino russo da classe Amur.
Estes mísseis de cruzeiro lançados de submarinos levam uma única ogiva, variando de cerca de 300 a 500 kg. Os mísseis de cruzeiro mais conhecidos, como o Tomahawk americano, leva uma carga de 450 kg, enquanto o BrahMos (russo-indiano) leva cerca de 300 kg. Normalmente os mísseis de cruzeiro carregam ogivas convencionais de alto explosivo, mas também podem levar ogivas convencionais termobáricas. A maior parte dos mísseis de cruzeiro lançados de submarinos também podem levar pequenas ogivas nucleares, assim como armas químicas ou biológicas.
A Marinha dos Estados Unidos adaptou 4 submarinos nucleares SSBN da Classe Ohio para SSGN, sendo que os submarinos russos da Classe Oscar também podem lançar mísseis de cruzeiro um pouco maiores, do tipo SS-N-19 (3M45).